# Armillaria gemina
Armillaria gemina là một loài nấm trong họ Physalacriaceae. Ở Bắc Mỹ, loài hiếm này được tìm thấy ở phía đông dãy Appalachian.